# Liczba neutronowa
Liczba neutronowa – liczba całkowita, określająca liczbę neutronów w jądrze atomowym danego izotopu
{\displaystyle N=A-Z,}
gdzie:
{\displaystyle N} – liczba neutronowa,
{\displaystyle A} – liczba masowa,
{\displaystyle Z} – liczba atomowa